# Reichraming
Reichraming là một đô thị thuộc huyện Steyr-Land thuộc bang Oberösterreich, Áo. Đô thị Reichraming có diện tích 102 km², dân số thời điểm năm 2006 là 1870 người. Đa số dân đô thị này sử dụng tiếng Đức.